# Miquel Valls
Pour les articles homonymes, voir Valls (homonymie), Valls et Alemany (homonymie).
Valls  Alemany est un nom espagnol. Le premier nom de famille, en général paternel, est Valls ; le second, en général maternel, souvent omis, est Alemany.
Miquel "Miki" Valls Alemany, né le 31 janvier 2000 à Pollença aux îles Baléares, est un coureur cycliste espagnol.

## Biographie
Miquel Valls est originaire de Pollença, une localité située sur l'île de Majorque. Il commence sa carrière sportive par le triathlon. 
Champion des îles Baléares sur route en 2019, il rejoint le club Tenerife Bikepoint-Pizzeria Español en 2020. Il n'obtient toutefois pas de résultats marquants, dans une saison perturbée par la pandémie de Covid-19. 
En 2021, il intègre l'équipe Telco'm-On Clima-Osés Const, basée à Pampelune. Jusqu'alors inconnu, il se révèle lors de l'Aiztondo Klasica, épreuve inaugurale de la Coupe d'Espagne amateurs. Membre de la première offensive du jour, il s'échappe ensuite seul et effectue un raid solitaire de 80 kilomètres au milieu des cols du Guipuscoa, avec une avance sur le peloton culminant jusqu'à 2 min 30 s. Il est seulement repris et déposé dans le final par son compatriote Marc Brustenga, à moins de deux kilomètres de l'arrivée. Finalement deuxième, il remporte néanmoins les classements de la montagne, des points chauds et des sprints intermédiaires. Sa présentation est néanmoins saluée par les suiveurs espagnols,. Trois mois plus tard, il chute lourdement dans un ravin au Mémorial Pascual Momparler, après avoir perdu le contrôle de son vélo dans uns descente. Évacué à l'hôpital, il souffre d'une fracture du bassin et de deux vertèbres lombaires, qui l'obligent à respecter une immobilisation totale pendant environ trois semaines. Il ne fait son retour en compétition qu'à la fin de saison, gagnant notamment le classement des sprints intermédiaires au Tour d'Estrémadure.
Il passe finalement professionnel en 2022 au sein de la Manuela Fundación, qui accède au niveau continental. Sa nouvelle équipe connait cependant de graves problèmes financiers dès le mois de mars, avec le non-versement de salaires et un matériel de basse qualité. Il ne dispute que sept courses dans le calendrier UCI, sans obtenir de résultats notables. Il remporte toutefois le classement général le Challenge de Tardor au mois de septembre, sur l'île de Majorque. En fin d'année, la Manuela Fundación est dissoute.
Sans contrat professionnel pour la saison 2023, il redescend chez les amateurs en prenant une licence au club galicien Vigo-Rías Baixas. 

## Palmarès
- 2019
  - Championnat des îles Baléares sur route
- 2021
  - 2e de l'Aiztondo Klasica
- 2022
  - Challenge de Tardor